# Soraya Thronicke
Soraya Vieira Thronicke (Dourados, 1 de junio de 1973) es una política y abogada brasileña que se desempeña como senadora federal por Mato Grosso del Sur desde 2019.

## Trayectoria
Thronicke es de ascendencia alemana brasileña. Nació en Dourados y creció en Campo Grande. Antes de convertirse en política, era abogada. En las elecciones generales de Brasil de 2018, fue elegida junto con Nelsinho Trad para el senado nacional del estado de Mato Grosso del Sur. Thronicke fue la única mujer en la boleta electoral en todo el estado ese año electoral. Los temas fuertes de la agenda de la campaña del Senado de Thronicke incluyeron la lucha contra la corrupción y el fomento de la propiedad privada.

### Posturas políticas
Ideológicamente, Thronicke se identifica como económicamente liberal y socialmente conservadora. Es partidaria de Jair Bolsonaro e hizo campaña con él en su candidatura a la presidencia en 2018.

## Vida personal
Está casada y tiene un hijo. La familia de Thronicke es propietaria de varios moteles en todo Mato Grosso del Sur.